# Єлизавета Шаумбург-Ліппська
Єлизавета Вільгельміна Августа Марія Шаумбург-Ліппська (нім. Prinzessin Elisabeth Wilhelmine Auguste Marie zu Schaumburg-Lippe, 5 березня 1841 — 30 листопада 1926) — принцеса Шаумбург-Ліппська з дому Ліппе, донька князя Шаумбург-Ліппе Георга Вільгельма та принцеси Вальдек-Пірмонтської Іди Кароліни, дружина князя Ганау Вільгельма у 1866—1868 роках.

## Біографія
Народилась 5 березня 1841 року у  Бюккебурзі. Була дев'ятою дитиною та п'ятою донькою в родині князя Шаумбург-Ліппе Георга Вільгельма та його дружини Іди Вальдек-Пірмонтської. Мала старших братів Адольфа та Вільгельма та сестер Матильду, Адельгейду й Іду. Інші діти померли до її народження. Старші сестри вийшли заміж, коли Єлизавета була ще дуже малою.
У віці 19 років втратила батька. Матір заміж більше не виходила. Правителем Шаумбург-Ліппе став старший брат Адольф. Сучасники повідомляли, що «принцеса поширювала тепло та сонячне сяйво, куди б вона не ходила». Товаришувала із письменницею Хедвігою фон Шрайберсхофен.
У віці 24 років взяла шлюб із 29-річним князем Вільгельмом фон Ганау. Весілля пройшло 29 січня 1866 у Франкфурті-на-Майні. Наречений був третім сином курфюрста Гессену Фрідріха Вільгельма I та його морганатичної дружини Гертруди Фалькенштайн. Лише він зі своїх братів уклав династичний шлюб. Союз був спланований його батьками з політичних причин. Адольф вважав цю партію загалом не підходящою та сестри та чинив всілякий опір, хоч і марно.
Під час австро-прусської війни Гессен-Кассель підтримав Австрію, і після її поразки був анексований Пруссією. Будь-які політичні цілі збереження шлюбу зникли. Король Пруссії Вільгельм I дозволив розірвання союзу. Пара розлучилася 22 квітня 1868 року. Дітей у них не було. Єлизавета заміж більше не виходила. Вільгельм одружився більш, ніж за двадцять років після цього.
Не пізніше 1876 року Єлизавета переїхала до Вісбадену, де перший час мешкала на Гайнер Вег, а згодом оселилася на вулиці Нероберг, 13, у величному особняку, збудованому на рубежі століть. Протягом десятиліть працювала в Жіночій асоціації Вісбадену і очолювала лікарню Пауліненшльошен (нім. Paulinenschlößchen-Hospital) під час Першої світової війни.
Померла у Вісбадені 30 листопада 1926 року. Похована на місцевому Північному цвинтарі.
Свій будинок заповіла Єлені, графині фон Роден, яка була донькою її кузена з материнського боку, Альбрехта, від шлюбу із Дорою Гейдж. Там також проживав брат Єлени Карл фон Роден.